# 傑爾岑
48°20′6″N 22°40′57″E / 48.33500°N 22.68250°E
傑爾岑（烏克蘭語：Дерцен）是位於烏克蘭西部外喀爾巴阡州的穆卡切沃區的村莊，面積3.34平方公里，海拔高度114米，2001年人口2,793，人口密度每平方公里836.73人。